# Liste der Länderspiele der mahorischen Fußballauswahl
Diese Liste enthält alle offiziellen Spiele der mahorischen Fußballauswahl der Männer. Das französische Übersee-Département Mayotte ist assoziiertes Mitglied der UFFOI, jedoch nicht CAF und der FIFA.

## 2000 bis 2009
| Nr. | Datum      | Gegner              | Resultat            | Anlass                                          | Austragungsort           | Bemerkungen                                                          |
| --- | ---------- | ------------------- | ------------------- | ----------------------------------------------- | ------------------------ | -------------------------------------------------------------------- |
| *   | 01.04.2000 | Madagaskar          | 1:0                 | Freundschaftsspiel                              | Mamoudzou                | Erstes Länderspiel, Erstes Länderspiel gegen Madagaskar, Erster Sieg |
| *   | 21.01.2001 | Madagaskar          | 0:1                 | Freundschaftsspiel                              | Antananarivo (MAD)       |                                                                      |
| *   | 16.08.2003 | Réunion             | 1:1                 | Freundschaftsspiel                              | Saint-Denis (REU)        | Erstes Länderspiel gegen Réunion                                     |
| *   | 15.12.2006 | Réunion             | 1:3                 | Freundschaftsspiel                              | Saint-Denis (REU)        |                                                                      |
| *   | 19.07.2007 | Madagaskar          | 2:2                 | Freundschaftsspiel                              | Antananarivo (MAD)       |                                                                      |
| *   | 10.08.2007 | Seychellen          | 1:2                 | Indian Ocean Island Games 2007-Vorrunde         | Antananarivo (MAD)       | Erstes Länderspiel gegen Seychellen                                  |
| *   | 12.08.2007 | Mauritius           | 1:0                 | Indian Ocean Island Games 2007-Vorrunde         | Antananarivo (MAD)       | Erstes Länderspiel gegen Mauritius                                   |
| *   | 16.08.2007 | Madagaskar          | 0:4                 | Indian Ocean Island Games 2007-Halbfinale       | Antananarivo (MAD)       |                                                                      |
| *   | 18.08.2007 | Mauritius           | 1:1 n. V. 4:2 i. E. | Indian Ocean Island Games 2007-Spiel um Platz 3 | Antananarivo (MAD)       |                                                                      |
| *   | 25.09.2008 | Réunion             | 1:6                 | Coupe de l’Outre-Mer 2008-Vorrunde              | Franconville (FRA)       | Höchste Niederlage                                                   |
| *   | 28.09.2008 | Französisch-Guayana | 2:4                 | Coupe de l’Outre-Mer 2008-Vorrunde              | Bonneuil-sur-Marne (FRA) | Erstes Länderspiel gegen Französisch-Guayana                         |
| *   | 03.10.2008 | Neukaledonien       | 2:3                 | Coupe de l’Outre-Mer 2008-Spiel um Platz 5.     | La Courneuve (FRA)       | Erstes Länderspiel gegen Neukaledonien                               |
| *   | 22.06.2009 | Madagaskar          | 0:2                 | Freundschaftsspiel                              | Antananarivo (MAD)       |                                                                      |
| *   | 12.07.2009 | Madagaskar          | 2:2                 | Freundschaftsspiel                              | Mamoudzou                |                                                                      |

## 2010 bis 2019
| Nr. | Datum      | Gegner                    | Resultat            | Anlass                                           | Austragungsort             | Bemerkungen                                                       |
| --- | ---------- | ------------------------- | ------------------- | ------------------------------------------------ | -------------------------- | ----------------------------------------------------------------- |
| *   | 20.08.2010 | Madagaskar                | 0:0                 | Freundschaftsspiel                               | Antananarivo (MAD)         |                                                                   |
| *   | 22.09.2010 | Französisch-Guayana       | 2:2 n. V. 4:2 i. E. | Coupe de l’Outre-Mer 2010-Vorrunde               | Saint-Gratien (FRA)        |                                                                   |
| *   | 25.09.2010 | Réunion                   | 1:2                 | Coupe de l’Outre-Mer 2010-Vorrunde               | Gennevilliers (FRA)        |                                                                   |
| *   | 28.09.2010 | Saint Pierre und Miquelon | 10:0                | Coupe de l’Outre-Mer 2010-Vorrunde               | Franconville (FRA)         | Erstes Länderspiel gegen Saint Pierre und Miquelon, Höchster Sieg |
| *   | 01.10.2010 | Guadeloupe                | 0:4                 | Coupe de l’Outre-Mer 2010-Spiel um Platz 3.      | Saint-Ouen-sur-Seine (FRA) | Erstes Länderspiel gegen Guadeloupe                               |
| *   | 29.07.2011 | Mauritius                 | 2:0                 | Freundschaftsspiel                               | Curepipe (MRI)             |                                                                   |
| *   | 04.08.2011 | Madagaskar                | 1:1                 | Indian Ocean Island Games 2011-Vorrunde          | Praslin (SEY)              |                                                                   |
| *   | 06.08.2011 | Réunion                   | 2:0                 | Indian Ocean Island Games 2011-Vorrunde          | Roche Caiman (SEY)         |                                                                   |
| *   | 11.08.2011 | Mauritius                 | 0:0 n. V. 4:5 i. E. | Indian Ocean Island Games 2011-Halbfinale        | Roche Caiman (SEY)         |                                                                   |
| *   | 13.08.2011 | Réunion                   | 0:1                 | Indian Ocean Island Games 2011-Spiel um Platz 3  | Roche Caiman (SEY)         |                                                                   |
| *   | 22.09.2012 | Tahiti                    | 3:1                 | Coupe de l’Outre-Mer 2012-Vorrunde               | Issy-les-Moulineaux (FRA)  | Erstes Länderspiel gegen Tahiti                                   |
| *   | 24.09.2012 | Neukaledonien             | 2:0                 | Coupe de l’Outre-Mer 2012-Vorrunde               | Corbeil-Essonnes (FRA)     |                                                                   |
| *   | 26.09.2012 | Martinique                | 0:3                 | Coupe de l’Outre-Mer 2012-Vorrunde               | Saint-Ouen-l’Aumône (FRA)  | Erstes Länderspiel gegen Martinique                               |
| *   | 29.09.2012 | Guadeloupe                | 0:1                 | Coupe de l’Outre-Mer 2012-Spiel um Platz 3.      | Saint-Gratien (FRA)        |                                                                   |
| *   | 31.07.2015 | Malediven                 | 3:1                 | Indian Ocean Island Games 2015-Vorrunde          | Saint-Benoit (REU)         | Erstes Länderspiel gegen Malediven                                |
| *   | 02.08.2015 | Madagaskar                | 1:1                 | Indian Ocean Island Games 2015-Vorrunde          | Saint-Pierre (REU)         |                                                                   |
| *   | 04.08.2015 | Seychellen                | 1:0                 | Indian Ocean Island Games 2015-Vorrunde          | Saint-Pierre (REU)         |                                                                   |
| *   | 06.08.2015 | Mauritius                 | 2:1                 | Indian Ocean Island Games 2015-Halbfinale        | Saint-Denis (REU)          |                                                                   |
| *   | 08.08.2015 | Réunion                   | 1:3                 | Indian Ocean Island Games 2015-Finale            | Saint-Denis (REU)          |                                                                   |
| *   | 18.07.2019 | Komoren                   | 2:0                 | Indian Ocean Island Games 2019-Vorrunde          | Centre de Flacq (MRI)      | Erstes Länderspiel gegen Komoren                                  |
| *   | 20.07.2019 | Réunion                   | 0:1                 | Indian Ocean Island Games 2015-Vorrunde          | Curepipe (MRI)             |                                                                   |
| *   | 22.07.2019 | Malediven                 | 3:1                 | Indian Ocean Island Games 2019-Vorrunde          | Centre de Flacq (MRI)      |                                                                   |
| *   | 24.07.2019 | Mauritius                 | 0:1 n.V             | Indian Ocean Island Games 2019-Halbfinale        | Curepipe (MRI)             |                                                                   |
| *   | 26.07.2019 | Seychellen                | 3:1                 | Indian Ocean Island Games 2019-Spiel um Platz 3. | Centre de Flacq (MRI)      |                                                                   |